# Zhu Ting (football)
Pour les articles homonymes, voir Zhu Ting.
Dans ce nom chinois, le nom de famille, Zhu, précède le nom personnel.
Zhu Ting (né le 15 juillet 1985 à Dalian) est un footballeur international chinois qui évolue au poste d'attaquant avec le Dalian Professional.